# Ministri delle comunicazioni della Repubblica Italiana
I ministri delle comunicazioni della Repubblica Italiana si sono avvicendati dal 1946 al 2008, quando le funzioni del dicastero confluirono nel Ministero dello sviluppo economico.

## Lista
| Ministro                                         | Ministro         | Ministro                              | Partito                                             | Governo              | Mandato          | Mandato          | Leg.            |
| Ministro                                         | Ministro         | Ministro                              | Partito                                             | Governo              | Inizio           | Fine             | Leg.            |
| ------------------------------------------------ | ---------------- | ------------------------------------- | --------------------------------------------------- | -------------------- | ---------------- | ---------------- | --------------- |
| Poste e telecomunicazioni                        |                  |                                       |                                                     |                      |                  |                  |                 |
|                                                  |                  | Mario Scelba (1901-1991)              | Democrazia Cristiana                                | De Gasperi II        | 14 luglio 1946   | 2 febbraio 1947  | AC              |
|                                                  |                  | Luigi Cacciatore (1900-1951)          | Partito Socialista Italiano                         | De Gasperi III       | 2 febbraio 1947  | 1º giugno 1947   | AC              |
|                                                  |                  | Umberto Merlin (1885-1964)            | Democrazia Cristiana                                | De Gasperi IV        | 1º giugno 1947   | 15 dicembre 1947 | AC              |
|                                                  |                  | Ludovico D'Aragona (1876-1961)        | Partito Socialista Democratico Italiano             | De Gasperi IV        | 15 dicembre 1947 | 24 maggio 1948   | AC              |
|                                                  |                  | Angelo Raffaele Jervolino (1890-1985) | Democrazia Cristiana                                | De Gasperi V         | 24 maggio 1948   | 28 gennaio 1950  | I               |
|                                                  |                  | Giuseppe Spataro (1897-1979)          | Democrazia Cristiana                                | De Gasperi VI        | 28 gennaio 1950  | 26 luglio 1951   | I               |
| De Gasperi VII                                   | 26 luglio 1951   | Giuseppe Spataro (1897-1979)          | Democrazia Cristiana                                | 16 luglio 1953       |                  |                  | I               |
|                                                  |                  | Umberto Merlin (1885-1964)            | Democrazia Cristiana                                | De Gasperi VIII      | 16 luglio 1953   | 17 agosto 1953   | II              |
|                                                  |                  | Modesto Panetti (1875-1957)           | Democrazia Cristiana                                | Pella                | 17 agosto 1953   | 19 gennaio 1954  | II              |
|                                                  |                  | Gennaro Cassiani (1903-1978)          | Democrazia Cristiana                                | Fanfani I            | 19 gennaio 1954  | 10 febbraio 1954 | II              |
| Scelba                                           | 10 febbraio 1954 | Gennaro Cassiani (1903-1978)          | Democrazia Cristiana                                | 6 luglio 1955        |                  |                  | II              |
|                                                  |                  | Giovanni Braschi (1891-1959)          | Democrazia Cristiana                                | Segni I              | 6 luglio 1955    | 20 maggio 1957   | II              |
|                                                  |                  | Bernardo Mattarella (1905-1971)       | Democrazia Cristiana                                | Zoli                 | 20 maggio 1957   | 2 luglio 1958    | II              |
|                                                  |                  | Alberto Simonini (1896-1960)          | Partito Socialista Democratico Italiano             | Fanfani II           | 2 luglio 1958    | 16 febbraio 1959 | III             |
|                                                  |                  | Giuseppe Spataro (1897-1979)          | Democrazia Cristiana                                | Segni II             | 16 febbraio 1959 | 26 marzo 1960    | III             |
|                                                  |                  | Antonio Maxia (1904-1962)             | Democrazia Cristiana                                | Tambroni             | 26 marzo 1960    | 27 luglio 1960   | III             |
|                                                  |                  | Lorenzo Spallino (1897-1962)          | Democrazia Cristiana                                | Fanfani III          | 27 luglio 1960   | 22 febbraio 1962 | III             |
| Fanfani IV                                       | 22 febbraio 1962 | Lorenzo Spallino (1897-1962)          | Democrazia Cristiana                                | 27 maggio 1962       |                  |                  | III             |
| Fanfani IV                                       |                  |                                       | Guido Corbellini (1890-1976)                        | Democrazia Cristiana | 29 maggio 1962   | 30 novembre 1962 | III             |
| Fanfani IV                                       |                  |                                       | Carlo Russo (1920-2007)                             | Democrazia Cristiana | 30 novembre 1962 | 22 giugno 1963   | III             |
| Leone I                                          | 22 giugno 1963   | 5 dicembre 1963                       | Carlo Russo (1920-2007)                             | Democrazia Cristiana | IV               |                  |                 |
| Moro I                                           | 5 dicembre 1963  | 23 luglio 1964                        | Carlo Russo (1920-2007)                             | Democrazia Cristiana | IV               |                  |                 |
| Moro II                                          | 23 luglio 1964   | 24 febbraio 1966                      | Carlo Russo (1920-2007)                             | Democrazia Cristiana | IV               |                  |                 |
|                                                  |                  | Giovanni Spagnolli (1907-1984)        | Democrazia Cristiana                                | Moro III             | IV               | 24 febbraio 1966 | 25 giugno 1968  |
|                                                  |                  | Angelo De Luca (1904-1975)            | Democrazia Cristiana                                | Leone II             | 25 giugno 1968   | 13 dicembre 1968 | V               |
|                                                  |                  | Mario Ferrari Aggradi (1916-1997)     | Democrazia Cristiana                                | Rumor I              | 13 dicembre 1968 | 24 marzo 1969    | V               |
|                                                  |                  | Crescenzo Mazza (1910-1990)           | Democrazia Cristiana                                | Rumor I              | 24 marzo 1969    | 6 agosto 1969    | V               |
|                                                  |                  | Athos Valsecchi (1919-1985)           | Democrazia Cristiana                                | Rumor II             | 6 agosto 1969    | 28 marzo 1970    | V               |
|                                                  |                  | Franco Maria Malfatti (1927-1991)     | Democrazia Cristiana                                | Rumor III            | 28 marzo 1970    | 9 giugno 1970    | V               |
|                                                  |                  | Giacinto Bosco (1905-1997)            | Democrazia Cristiana                                | Rumor III            | 9 giugno 1970    | 6 agosto 1970    | V               |
| Colombo                                          | 6 agosto 1970    | Giacinto Bosco (1905-1997)            | Democrazia Cristiana                                | 18 febbraio 1972     |                  |                  | V               |
| Andreotti I                                      | 18 febbraio 1972 | Giacinto Bosco (1905-1997)            | Democrazia Cristiana                                | 26 giugno 1972       |                  |                  | V               |
|                                                  |                  | Giovanni Gioia (1925-1981)            | Democrazia Cristiana                                | Andreotti II         | 26 giugno 1972   | 8 luglio 1973    | VI              |
|                                                  |                  | Giuseppe Togni (1903-1981)            | Democrazia Cristiana                                | Rumor IV             | 8 luglio 1973    | 15 marzo 1974    | VI              |
| Rumor V                                          | 15 marzo 1974    | Giuseppe Togni (1903-1981)            | Democrazia Cristiana                                | 23 novembre 1974     |                  |                  | VI              |
|                                                  |                  | Giulio Orlando (1926-2017)            | Democrazia Cristiana                                | Moro IV              | 23 novembre 1974 | 12 febbraio 1976 | VI              |
| Moro V                                           | 12 febbraio 1976 | Giulio Orlando (1926-2017)            | Democrazia Cristiana                                | 30 luglio 1976       |                  |                  | VI              |
|                                                  |                  | Vittorino Colombo (1925-1996)         | Democrazia Cristiana                                | Andreotti III        | 30 luglio 1976   | 13 marzo 1978    | VII             |
|                                                  |                  | Antonino Pietro Gullotti (1922-1989)  | Democrazia Cristiana                                | Andreotti IV         | 13 marzo 1978    | 21 marzo 1979    | VII             |
|                                                  |                  | Vittorino Colombo (1925-1996)         | Democrazia Cristiana                                | Andreotti V          | 21 marzo 1979    | 5 agosto 1979    | VII             |
| Cossiga I                                        | 5 agosto 1979    | Vittorino Colombo (1925-1996)         | Democrazia Cristiana                                | 4 aprile 1980        | VIII             |                  |                 |
|                                                  |                  | Clelio Darida (1927-2017)             | Democrazia Cristiana                                | Cossiga II           | VIII             | 4 aprile 1980    | 18 ottobre 1980 |
|                                                  |                  | Michele Di Giesi (1927-1983)          | Partito Socialista Democratico Italiano             | Forlani              | VIII             | 18 ottobre 1980  | 28 giugno 1981  |
|                                                  |                  | Remo Gaspari (1921-2011)              | Democrazia Cristiana                                | Spadolini I          | VIII             | 28 giugno 1981   | 23 agosto 1982  |
| Spadolini II                                     | 23 agosto 1982   | Remo Gaspari (1921-2011)              | Democrazia Cristiana                                | 1º dicembre 1982     | VIII             |                  |                 |
| Fanfani V                                        | 1º dicembre 1982 | Remo Gaspari (1921-2011)              | Democrazia Cristiana                                | 4 agosto 1983        | VIII             |                  |                 |
|                                                  |                  | Antonio Gava (1930-2008)              | Democrazia Cristiana                                | Craxi I              | 4 agosto 1983    | 1º agosto 1986   | IX              |
| Craxi II                                         | 1º agosto 1986   | Antonio Gava (1930-2008)              | Democrazia Cristiana                                | 18 aprile 1987       |                  |                  | IX              |
| Fanfani VI                                       | 18 aprile 1987   | Antonio Gava (1930-2008)              | Democrazia Cristiana                                | 29 luglio 1987       |                  |                  | IX              |
|                                                  |                  | Oscar Mammì (1926-2017)               | Partito Repubblicano Italiano                       | Goria                | 29 luglio 1987   | 13 aprile 1988   | X               |
| De Mita                                          | 13 aprile 1988   | Oscar Mammì (1926-2017)               | Partito Repubblicano Italiano                       | 23 luglio 1989       |                  |                  | X               |
| Andreotti VI                                     | 23 luglio 1989   | Oscar Mammì (1926-2017)               | Partito Repubblicano Italiano                       | 13 aprile 1991       |                  |                  | X               |
|                                                  |                  | Carlo Vizzini (1947)                  | Partito Socialista Democratico Italiano             | Andreotti VII        | 13 aprile 1991   | 28 giugno 1992   | X               |
|                                                  |                  | Maurizio Pagani (1936-2014)           | Partito Socialista Democratico Italiano             | Amato I              | 28 giugno 1992   | 29 aprile 1993   | XI              |
| Ciampi                                           | 29 aprile 1993   | Maurizio Pagani (1936-2014)           | Partito Socialista Democratico Italiano             | 11 maggio 1994       |                  |                  | XI              |
|                                                  |                  | Giuseppe Tatarella (1935-1999)        | Alleanza Nazionale - Movimento Sociale Italiano     | Berlusconi I         | 11 maggio 1994   | 17 gennaio 1995  | XII             |
|                                                  |                  | Agostino Gambino (1933-2021)          | Indipendente                                        | Dini                 | 17 gennaio 1995  | 18 maggio 1996   | XII             |
| Comunicazioni                                    |                  |                                       |                                                     |                      |                  |                  |                 |
|                                                  |                  | Antonio Maccanico (1924-2013)         | Unione Democratica                                  | Prodi I              | 18 maggio 1996   | 21 ottobre 1998  | XIII            |
|                                                  |                  | Salvatore Cardinale (1948)            | Unione Democratica per la Repubblica Popolari UDEUR | D'Alema I            | 21 ottobre 1998  | 22 dicembre 1999 | XIII            |
| D'Alema II                                       | 22 dicembre 1999 | Salvatore Cardinale (1948)            | Unione Democratica per la Repubblica Popolari UDEUR | 26 aprile 2000       |                  |                  | XIII            |
| Amato II                                         | 26 aprile 2000   | Salvatore Cardinale (1948)            | Unione Democratica per la Repubblica Popolari UDEUR | 11 giugno 2001       |                  |                  | XIII            |
|                                                  |                  | Maurizio Gasparri (1956)              | Alleanza Nazionale                                  | Berlusconi II        | 11 giugno 2001   | 23 aprile 2005   | XIV             |
|                                                  |                  | Mario Landolfi (1959)                 | Alleanza Nazionale                                  | Berlusconi III       | 23 aprile 2005   | 17 maggio 2006   | XIV             |
|                                                  |                  | Paolo Gentiloni (1954)                | La Margherita Partito Democratico                   | Prodi II             | 17 maggio 2006   | 8 maggio 2008    | XV              |
| Accorpato nel Ministero dello sviluppo economico |                  |                                       |                                                     |                      |                  |                  |                 |